# Patrice Bianchi
Pour les articles homonymes, voir Bianchi.
Patrice Bianchi, né le 10 avril 1969 à Bourg-Saint-Maurice, est un ancien skieur alpin français, originaire de Val-d'Isère.

## Coupe du monde
- Meilleur résultat au classement général : 31e en 1992
  - 2 victoires : 2 slaloms

### Saison par saison
- Coupe du monde 1990 :
  - Classement général : 59e
  - Champion du Monde juniors à Topolino
- Coupe du monde 1991 :
  - Classement général : 70e
- Coupe du monde 1992 :
  - Classement général : 31e
    - 1 victoire en slalom : Garmisch (Arlberg-Kandahar)
- Coupe du monde 1993 :
  - Classement général : 56e
    - 1 victoire en slalom : Madonna di Campiglio
- Coupe du monde 1994 :
  - Classement général : 140e

## Arlberg-Kandahar
- Vainqueur du slalom 1992 à Garmisch

## Championnats de France
- Champion de France de Slalom en 1990 et 1992